# Lac-Bouchette
Pour les articles homonymes, voir Bouchette.
Cet article possède un paronyme, voir Lac Bouchette.
Lac-Bouchette est une municipalité du Québec (Canada), faisant partie de la municipalité régionale de comté (MRC)  du Domaine-du-Roy, dans la région administrative du Saguenay–Lac-Saint-Jean. Le village est nommé en l'honneur de Joseph Bouchette, un grand arpenteur du Bas-Canada durant la première moitié du XIXe siècle. C'est dans cette localité que se trouve l'Ermitage Saint-Antoine de Lac-Bouchette, l'un des quatre lieux de pèlerinage nationaux du Québec.

## Toponymie
Le lac duquel la municipalité tire son nom a été nommé en 1828 en l'honneur de Joseph Bouchette, arpenteur-géomètre, pendant une expédition officielle du Saguenay ordonnée par l'Assemblée législative du Bas-Canada dans le but d'ouvrir de nouveaux territoires à la colonisation. Ce lac, qui est en fait un renflement de la rivière Ouiatchouan, prend sa source principalement du lac des Commissaires et se jette, par un chenal nommé la « Passe », dans le lac Ouiatchouane, autre renflement de la rivière du même nom. Il existe au Québec une grande quantité de lieux nommés en l'honneur de ce personnage.

## Géographie
La municipalité de Lac-Bouchette est située aux abords des lacs Bouchette, des Commissaires et Ouiatchouan. Le village, situé en hauteur par rapport au reste du Saguenay–Lac-Saint-Jean, se trouve dans le massif des Laurentides, à l'endroit où ce dernier s'abaisse pour former la plaine du Lac Saint-Jean.
Le territoire de la municipalité de Lac-Bouchette s'étend sur 919,99 km2. Ce qui en faisait la municipalité la plus grande du Saguenay-Lac-Saint-Jean avant la fusion de la ville de Saguenay en 2001.

### Lac des Commissaires
Plus grande étendue d'eau sur le territoire de la municipalité, le lac des Commissaire est aussi la principale source de la rivière Ouiatchouan. D'une superficie est de 29 km2 et d'une longueur de 29 km, le lac s'étire du nord au sud. Joseph Bouchette a nommé ce lac en 1828, en l'honneur des commissaires Andrew et David Suart, qui sont les responsables de son expédition au Saguenay.

### Lac Ouiatchouan et rivière Ouiatchouan
Le nom de ces cours d'eau aurait plusieurs significations. Bouchette indique dans son Dictionnaire topographique que cette appellation signifierait en cri « voyez-vous la chute », puisque la rivière débouche sur une grande chute à la hauteur de Val-Jalbert. La Commission de toponymie du Québec indique pour sa part que ce nom signifierait en montagnais (ou innu) « courant où l'eau tourbillonne », « là où le cours d'eau est brillant » ou « rapides à bouillons blancs ». La Commission indique aussi que sous le Régime français, le cours d'eau s'appelait rivière à la Grande-Pêche.

### Rivière Qui-Mène-du-Train
Plusieurs pensent que cette rivière a été nommée ainsi parce qu'elle longe le chemin de fer sur 35 km, mais cette explication est fausse. Selon la Commission de toponymie du Québec, cette rivière a reçu son nom de Chrysostome Boivin en 1880 (sept ans avant la construction de la voie ferrée) parce que ses rapides sont particulièrement bruyants. L'expression « qui mène du train » est particulièrement répandue dans les régions de Charlevoix et du Saguenay–Lac-Saint-Jean et signifie « qui fait beaucoup de bruit ».

### Hameaux et lieux-dits

#### Côte des Times
La Côte des Times est le nom d'un secteur de la rue Principale au nord du village longeant la rivière Qui-Mène-du-Train. Cette côte très abrupte, porte ce nom depuis le début du XXe siècle. Le propriétaire du moulin à bois situé dans ce qui est devenu ce quartier devait transporter son bois jusqu'au chemin de fer en passant par cette côte en voiture à cheval. Pour réussir à monter son chargement, il devait atteler ce qu'on appelait à cette époque une time de chevaux à sa voiture. Le mot time vient de « timon », la longue pièce de bois de la partie avant de la voiture à laquelle les chevaux sont attachés.

#### Lac-Maggie
Ancienne colonie fondée en 1931 par le gouvernement du Québec pour combattre la Grande Dépression, le secteur du Lac-Maggie, peu développé, est aujourd'hui dédié surtout à la villégiature et au camping.
D'abord nommée Mont-Alverne, la colonie connut une expansion très rapide après sa fondation et à son apogée, vers 1936 on y dénombrait une cinquantaine de familles. La vie économique tournait autour des domaines agricole et forestier.
Le village n'eut cependant qu'une vie très courte puisque peu de  temps après sa fondation, de grands gisements furent découverts en Abitibi-Témiscamingue et beaucoup d'habitants abandonnèrent leurs terres pour y aller. Le déclin de la colonie a aussi été accéléré par l'absence d'école et d'église.

#### Montée-Cormier
Cette colonie, comme la précédente, a été ouverte par le gouvernement du Québec pour enrayer les effets de la crise économique en 1930. Beaucoup moins populaire que Lac-Maggie, elle dû fermer cinq ans plus tard. Pratiquement inhabitée de nos jours, elle sert, avec sa forêt, de terrain de chasse et de pêche ainsi que de réserve de bois de chauffage.

#### Pointe-Sphérique
Ce lieu-dit doit son nom à la péninsule ronde et montagneuse s'avançant dans le lac des Commissaires sur lequel il se trouve. Située à un peu plus de 15 km de Lac-Bouchette, la Pointe-Sphérique compte plusieurs familles y habitant à longueur d'année, mais le secteur est surtout à vocation touristique et compte plusieurs chalets et résidences d'été.

#### Rang de l'Écluse
Situé immédiatement au sud du village sur les rives du lac Bouchette et des Commissaires, cet endroit à vocation agricole, regroupe une grande proportions des fermes laitières du territoire de la municipalité. Le rang doit son nom au barrage érigé à cet endroit entre les deux lacs pour en contrôler le débit. Selon la Commission de toponymie du Québec, le mot « écluse » était anciennement utilisé au Québec indistinctement du terme « barrage ».

#### Saint-Sauveur
Fondée en 1896 par la Société Saint-Jean-Baptiste de Saint-Sauveur de Québec, d'où son nom, cette ancienne colonie aujourd'hui disparue avait une vocation surtout agricole. Située sur les bords du lac des Commissaires à environ 20 km au sud de Lac-Bouchette. La petite paroisse était dotée d'une chapelle desservie par le curé de Saint-Thomas-d'Aquin. À son apogée entre 1902 et 1908, le village comptait une cinquantaine d'habitants. Le hameau connut ensuite un déclin rapide. La plupart des habitants s'étant progressivement relocalisés au Lac-Bouchette, il ne restait plus qu'une ou deux familles en 1941. En 1913, Madame Éva Bouchard, la Maria Chapdelaine du roman de Louis Hémon, aurait enseigné dans la petite localité et serait devenue ensuite la secrétaire de l'abbé Elzéar Delamarre.

## Histoire

### Découverte et fondation
En 1828, Joseph Bouchette, arpenteur général de Sa Majesté pour le Bas-Canada, entreprend une expédition au Saguenay–Lac-Saint-Jean pour recueillir des données en vue de la publication d'ouvrages topographiques sur l'Amérique du Nord britannique. C'est au cours de cette expédition, alors qu'il navigue sur les cours d'eau du sud de la région les 16 et 17 août, qu'il fait la découverte du futur site du village. Il profite de l'occasion pour nommer un des trois lacs en son honneur.
Entre 1878 et 1881, Paschal Dumais et sa famille, résidents de Roberval défrichent des terres sur une petite île avec François Bernier et Augustin Fortin et ensemencent des abattis. Après être retourné à Roberval en 1881, Pascal Dumais revient à pieds l'année suivante, en 1882, avec toute sa famille pour s'établir de façon permanente à cet endroit, marquant du même coup la fondation du village de Lac-Bouchette.
Élément clef dans le développement économique et social du Saguenay–Lac-Saint-Jean, le chemin de fer atteint la région en 1886. Ce dernier passe par Lac-Bouchette, alors un village de quelque 300 âmes, reliant ainsi ce territoire aux grands centres de la province. L'année suivante, la compagnie de chemin de fer Québec—Lac-Saint-Jean fit installer un écriteau sur la gare du village avec l'inscription « Lac-Bouchette », consacrant le nom de la localité. Le village étant un terminus, le chemin de fer contribue à l'accélération de sa colonisation.
En 1889, la mission de Saint-Thomas-d'Aquin fut établie et une première église fut construite pour la célébration du culte. Avant cette date, l'office religieux avait lieu dans la maison d'Ovide Bouchard. L'année suivante, la mission reçu son premier curé, l'abbé Joseph Ferréol Roy. La population ayant augmenté considérablement, il fallut en 1898 construire une deuxième église, plus grande. Trois ans plus tard, en 1901, la mission fut érigée en paroisse par l'évêque de Chicoutimi, Mgr Michel-Thomas Labrecque.

### Croissance et développement
En 1907, l'attraction principale de la municipalité de Lac-Bouchette est fondée. En effet, c'est en cette année que l'abbé Elzéar Delamarre fait l'acquisition d'un flanc de montagne sur la rive ouest du lac Ouiatchouan. Il fit construire une habitation et une chapelle privée dédiée à saint Antoine de Padoue sur le site qu'on appellera plus tard l'Ermitage San 'Tonio. Croissant en popularité auprès des pèlerins, le site est augmenté d'une deuxième chapelle. Aujourd'hui  appelé Ermitage Saint-Antoine, cet important lieu de pèlerinage québécois est toujours ouvert et s'est considérablement développé depuis cette époque.
Après des querelles au sujet des services publics de la municipalité, on érige en 1930 un village distinct de la Municipalité de Lac-Bouchette, la Paroisse de Saint-Thomas-d'Aquin, sur le territoire adjacent à la gare de train et familièrement appelée Lac-Bouchette-Station. Les deux entités sont fusionnées en 1971 sous le nom de Municipalité de Lac-Bouchette, la gestion de deux conseils municipaux différents étant devenu trop dispendieuse.
Le village n'étant relié au reste du Québec que par le chemin de fer, des pourparlers débutent en 1936, sous le gouvernement Duplessis, en vue de la construction d'une route se rendant jusqu'à la ville de La Tuque, en Mauricie. La route 155 sera achevée en pleine Révolution tranquille, en 1965, sous le gouvernement de Jean Lesage, puis elle sera asphaltée sous le gouvernement de Daniel Johnson, en 1967, en vue de l'exposition universelle de Montréal.

### Un siècle plus tard
En 1982, la municipalité fête le centième anniversaire de sa fondation par Paschal Dumais. Diverses activités sont échelonnées sur toute l'année : notamment un carnaval d'hiver, un défilé l'été, une reconstitution de la Fête-Dieu et d'autres manifestations à caractère historique. Pour marquer l'événement de façon permanente, un monument de pierre est érigé au centre du village à l'intersection de la rue Principale et de la route de l'Ermitage.
Onze ans plus tard, en 1993, une tragédie routière fait 19 morts alors qu'une camionnette heurte un autobus rempli de pèlerins en partance de l'Ermitage. La même année, la remorque d'un camion à dix roues mal garée traverse le cimetière, le parc d'amusement et éventre le mur est de l'école primaire, qui sera rénovée en quelques mois.
En 2002, un important employeur sur le territoire de la municipalité, l'usine de sciage L. B., ferme ses portes. Plusieurs projets de réouvertures de l'usine verront le jour dans les années qui suivirent, mais avorteront. En 2009, l'entreprise Perfecta forêt annonce un projet de remise sur pieds de l'usine. À l'hiver 2011 elle annonce l'emploi d'une vingtaine de travailleurs et elle prévoit en embaucher une soixantaine d'ici l'automne.

### Chronologie municipale
- 3 novembre 1893 : Érection de la municipalité de Saint-Thomas-d'Aquin.
- 23 mai 1930 : Érection du village de Lac-Bouchette de la scission de la municipalité de Saint-Thomas-d'Aquin.
- 25 septembre 1971 : Érection de la municipalité de Lac-Bouchette de la fusion du village de Lac-Bouchette et de la municipalité de Saint-Thomas-d'Aquin.

## Démographie
| 1991  | 1996  | 2001  | 2006  | 2011  | 2016  | 2021  |
| ----- | ----- | ----- | ----- | ----- | ----- | ----- |
| 1 485 | 1 445 | 1 370 | 1 311 | 1 174 | 1 196 | 1 183 |

## Politique
L'histoire politique de la municipalité de Lac-Bouchette ne commence pas dès sa fondation. Il fallut attendre jusqu'en 1894, le 15 janvier, avant que se tienne la première assemblée présidée par le maire Prospère Lafontaine. Le reste du Conseil est formé par Messieurs Thomas Lavoie, Joseph Fortin, Théodule Fortin et André Boivin comme conseillers, ou comme on les appelait à l'époque, « échevins ».
L'arène politique du village reste plutôt stable au cours de son histoire. Cependant, au début du XXe siècle, à mesure que la population augmente, celle-ci réquisitionne une meilleure répartition des services. La discorde monte au sein de la municipalité et arrive à son paroxysme le 15 mai 1930, alors que le territoire occupé par le village est scindé en deux entités politiques :  la Municipalité de Lac-Bouchette d'une part, qui regroupe le sud du territoire en incluant le centre-ville, donc avec une population « bourgeoise » et un paysage plus urbain et la Paroisse de Saint-Thomas-d'Aquin (appelée populairement Lac-Bouchette-Station) d'autre part, qui regroupe le nord du territoire, concentrée surtout à proximité de la gare de train, en incluant les terres limitrophes tout autour des frontières de la Municipalité, donc avec une population rurale ainsi qu'ouvrière et un paysage surtout agricole. Cette situation durera 41 ans.
Au fil des ans toutefois, les coûts de fonctionnement de deux conseils municipaux différents se font de plus en plus onéreux et rendent la gestion moins efficace. Par conséquent, le 21 décembre 1971, on décide de réunir les deux villages sous le nom de Municipalité de Lac-Bouchette. Le paysage politique s'est stabilisé par la suite et l'organisation du gouvernement municipal est resté sensiblement le même.

### Liste des maires de Lac-Bouchette
Les élections municipales se font en bloc pour le maire et les six conseillers.
| Lac-Bouchette Maires depuis 2001                                                                                     |                    |         |          |
| Élection | Maire              | Qualité | Résultat |
| 2001 | Marcellin Dumais   |         | Voir     |
| 2005 | André-Guy Laroche  |         | Voir     |
| 2009 | Benoît Gélinas     |         | Voir     |
| 2013 | Ghislaine M.-Hudon |         | Voir     |
| 2017 | Ghislaine M.-Hudon | Voir    |          |
| 2021 | Ghislaine M.-Hudon | Voir    |          |
| Élection partielle en italique Depuis 2005, les élections sont simultanées dans toutes les municipalités québécoises |                    |         |          |

#### Maires de Lac-Bouchette (1894-1930, 1971-)
| Maire                    | Date de l'élection | Mandat                          |
| ------------------------ | ------------------ | ------------------------------- |
| Prosper Lafontaine       | n/d                | 1894-1895                       |
| Damase Jalbert           | n/d                | 1895-1901                       |
| Trefflé Delisle          | n/d                | 1902                            |
| François-Xavier Lapointe | n/d                | 1902-1906                       |
| Adélard Plourde          | n/d                | 1906                            |
| Aimé Gaudreault          | n/d                | 1906-1908, 1911-1912, 1917-1920 |
| Thomas Gagnon            | n/d                | 1909-1910                       |
| Thomas Bouchard          | n/d                | 1910-1911                       |
| Pierre Gélingas          | n/d                | 1913-1916                       |
| Joseph Dumais            | n/d                | 1921-1928                       |
| Raoul Desbiens           | n/d                | 1929-1930                       |
| Conrad Piché             | n/d                | 1970-1971                       |
| Arthur J. Drolet         | n/d                | 1971-1974                       |
| Laurent Gagnon           | n/d                | 1975-1976                       |
| Lorenzo Dumais           | n/d                | 1976-1978                       |
| Paul Gaudreault          | n/d                | 1979-1980                       |
| Gaston Potvin            | n/d                | 1980-198?                       |
| 1982-1986                | Données manquantes | Données manquantes              |
| Armand Boulianne         | n/d                | 1986-1990, 1990-1993            |
| Marcellin Dumais         | 7 novembre 1993    | 1993-2006,                      |
| André-Guy Laroche        | 6 novembre 2006    | 2006-2009                       |
| Benoît Gélinas           | 1er novembre 2009  | 2009-2013                       |
| Ghislaine M.-Hudon       | 3 novembre 2013    | 2013-2021                       |

#### Maires de la municipalité de Lac-Bouchette (1930-1971)
| Maire                   | Date de l'élection | Mandat               |
| ----------------------- | ------------------ | -------------------- |
| Raoul Desbiens          | n/d                | 1930-1934            |
| Simon-François Tremblay | n/d                | 1935-1948            |
| Philippe Gélinas        | n/d                | 1949-1954            |
| Simon Lavoie            | n/d                | 1955                 |
| Arthur P. Drolet        | n/d                | 1955-1957, 1958-1960 |
| Laurent Potvin          | n/d                | 1957-1958            |
| Joseph-Simon Dumais     | n/d                | 1961                 |
| Guy Desbiens            | n/d                | 1962-1968            |
| Fernand Gaudreault      | n/d                | 1969-1970            |

#### Maires de la paroisse de Saint-Thomas-d'Aquin (1930-1971)
| Maire                  | Date de l'élection | Mandat               |
| ---------------------- | ------------------ | -------------------- |
| Joseph Bouchard        | n/d                | 1930-1932, 1939-1944 |
| Joseph Dumais          | n/d                | 1933-1934            |
| François Bernier       | n/d                | 1935-1938            |
| François-Nil Gagnon    | n/d                | 1945-1948            |
| Thomas-Louis Boulianne | n/d                | 1949-1952, 1958-1963 |
| Paul-Émile Boudreault  | n/d                | 1953-1954            |
| Thomas-Louis Desgagné  | n/d                | 1954-1957            |
| Jean-Baptiste Julien   | n/d                | 1957-1958            |
| Léopold Marcoux        | n/d                | 1963-1971            |

## Économie

### Agriculture
La première activité vectrice du développement économique de la municipalité de Lac-Bouchette est l'agriculture. En effet, les premiers colons à peupler la localité s'installèrent d'abord sur les terres fertiles pour les défricher et ensuite les cultiver. Les terres les plus fertiles et les plus prisées étaient celles situées au sud du territoire, à quelques kilomètres du village. Bien que la plupart des terres jadis cultivées soient de nos jours laissées à l'abandon, les quelques fermiers qui subsistent dans la région sont toujours situés au sud du village.
Comme partout ailleurs dans le Québec de la fin du XIXe et du début du XXe siècle, le secteur agricole de prédilection, une fois passé le cap de l'agriculture de subsistance, est l'industrie laitière. Industrie qui perdure toujours aujourd'hui, même si dans une moindre mesure qu'autrefois.
L'industrie laitière connut son apogée au Lac-Bouchette de 1930 jusqu'à la fin des années 1960. À l'instar de plusieurs bourgades du Lac-Saint-Jean, le village tenta peu avant 1930 l'exploitation d'une petite fromagerie artisanale opérée par un syndicat de producteurs locaux. Si le démarrage fut lent à cause de la réticence de certains fermiers, ces derniers réalisèrent les avantages financiers à fabriquer, distribuer et vendre leur beurre et leur fromage. Cependant, le manque de main d'œuvre qualifiée et d'un équipement adéquat affecta grandement la qualité et la salubrité des produits. La féroce compétition  régionale aidant à son déclin, la fromagerie ne put survivre au-delà de 1969 et dut fermer ses portes.

### Foresterie
La seconde activité économique en importance sur le territoire de Lac-Bouchette est l'exploitation forestière. Le défrichage et l'abattage du bois est associé de près au développement de l'agriculture, en Amérique du Nord du moins. Effectivement, les premiers colons ont eu besoin très tôt de la forêt pour d'abord construire des habitations et des bâtiments d'entreposage et ensuite pour se réchauffer durant les longs hivers. En conséquence, cette industrie est vite devenue profitable au point de devenir le giron économique presque exclusif de la localité.
À peine dix ans après la fondation du village, les premières scieries, plutôt artisanales, faisaient déjà leur apparition. Cet entrepreneuriat a d'abord été encouragé par l'obtention de concessions par les compagnies J. B. Renaud de Québec et Pulpe de Chicoutimi, au milieu des années 1890. Naturellement, ces moulins et autres usines se sont presque toutes établies dans le secteur de la gare, le long de la rivière Qui-Mène-du-Train, faisant ainsi du secteur une sorte de quartier ouvrier, quoiqu'à petite échelle.
La foresterie reste une industrie assez diversifiée jusque dans les années 1970, lorsque les petits moulins doivent faire concurrence avec Audehou après son installation dans la localité.

#### Damase Jalbert
Personnage clef de l'industrie forestière dans le Domaine-du-Roy, Damase Jalbert s'établit à Lac-Bouchette en 1889 et y fit construire un moulin à vapeur et des maisons pour ses employés. Le moulin resta ouvert pendant une décennie, car M. Jalbert projetait d'y ajouter une manufacture de pulpe à papier dès 1896, mais le projet ne se concrétisa jamais. Le promoteur décida plutôt d'aller fonder son projet de pulperie à Saint-Georges-de-Ouiatchouan (plus tard renommé Val-Jalbert) en 1901, après avoir quitté définitivement Lac-Bouchette.

#### L'usine Audehou
En 1972, la compagnie Audehou (dissoute depuis 2003) fit construire une usine de sciage sur la rue François-Tremblay et elle devint rapidement le plus important employeur du village. L'usine fut rachetée en 1984, pour devenir la Scierie L. B., inc. Cette scierie devint une des plus importantes au Québec à être spécialisée dans la transformation du peuplier et du bouleau. L'usine ferme ses portes en 2002 de façon définitive. Après plusieurs tentatives de réouvertures toutes avortées, un projet concluant est initié en 2009 par Perfecta forêt et la réouverture de la scierie est annoncée en 2011.

### Usine de silice
Au nord du village à environ 4 km de son entrée, se trouve un important dépôt de quartz. Vers 1941, au beau milieu de la Seconde Guerre mondiale, une usine de silice ouvre ses portes à cet endroit dans le but de fournir en matières premières les Alliés, mais aussi l'industrie locale dans une moindre mesure. Le minerai est extrait et transporté par camion vers le moulin, en bordure du chemin de fer où il est entreposé, puis il est broyé selon les spécifications des clients et envoyé par voie ferroviaire. Malgré la grande valeur de l'industrie et les possibilités commerciales même en temps de paix, l'usine ne restera ouverte que quelques années et fermera peu après 1943. Le dépôt de quartz à ciel ouvert est toujours là et les ruines de l'usine sont toujours visibles dans les sous-bois en bordure du chemin de fer, au nord du village.

### Commerce au détail
Le secteur du commerce au détail à Lac-Bouchette est marqué notamment par les noms De Launière, Drolet, Dumais, Gaudreault et Gélinas. De ces quatre magasins généraux, seulement deux sont encore ouverts aujourd'hui. Le bâtiment abritant le Magasin De Launière a été transformé en édifice à logements et le Magasin Gélinas a été rasé pour faire place au Centre communautaire au début des années 2000.
Des commerces restants, le plus ancien est celui qui s'appelait A. P. Drolet, inc., mais aujourd'hui opéré par la bannière Coop de Chambord. Fondé en 1951 par Arthur P. Drolet, la modeste quincaillerie s'est par la suite développée pour compter aussi une épicerie et une succursale de la Société des alcools du Québec (SAQ). À la mort de M. Drolet, le magasin a été cédé à M. Fernand Dumais et sa famille (les descendants du fondateur de la localité) par lesquels il a été géré pendant plusieurs décennies. Avant son acquisition par la Coop de Chambord en 2010, les bannières du magasin étaient Sodisco-Howden (Pro) pour la quincaillerie et Loblaws-Provigo (Axep) pour l'épicerie. La quincaillerie est maintenant sous la bannière d'Unimat et l'épicerie est sous celle de l'Intermarché, une autre des filiales de Loblaws-Provigo.
La localité compte aussi comme principaux commerces le Dépanneur Gaudreault, la Lingerie Gilles-Marcoux, et la station d'essence Sonic (filiale de la laitière Nutrinor).
Lac-Bouchette possède enfin sur son territoire quelques restaurants notamment La Cantinière, une « cabane à patates », puis La Québécoise, un restaurant de cuisine familiale offrant des spécialités québécoises (p. ex. : les fèves au lard ou la tourtière) et américaines.

## Culture et patrimoine

### Lieu de pèlerinage catholique
Fondé dans les dernières années du courant ultramontain canadien et au tout début de l'ère de colonisation du nord du territoire québécois, le village de Lac-Bouchette est d'abord marqué dans son histoire par une certaine ferveur religieuse. La matérialisation de cette ferveur s'effectue lorsque l'abbé Elzéar Delamarre fonde l'Ermitage Saint-Antoine en 1907.

### Le pont couvert
Afin de simplifier le travail des agriculteurs, la municipalité construit en 1910 un pont couvert à l'endroit où le chemin de la Montagne traverse la rivière des Commissaires. L'ouvrage est appelé couramment pont du cran serré, puis pont rouge. Après avoir été déclaré monument historique, le pont a été détruit par un incendie en 1977. Un autre pont a été construit au même endroit et bien qu'il ne soit ni rouge ni couvert, la population s'y réfère encore par l’appellation de « pont rouge ».

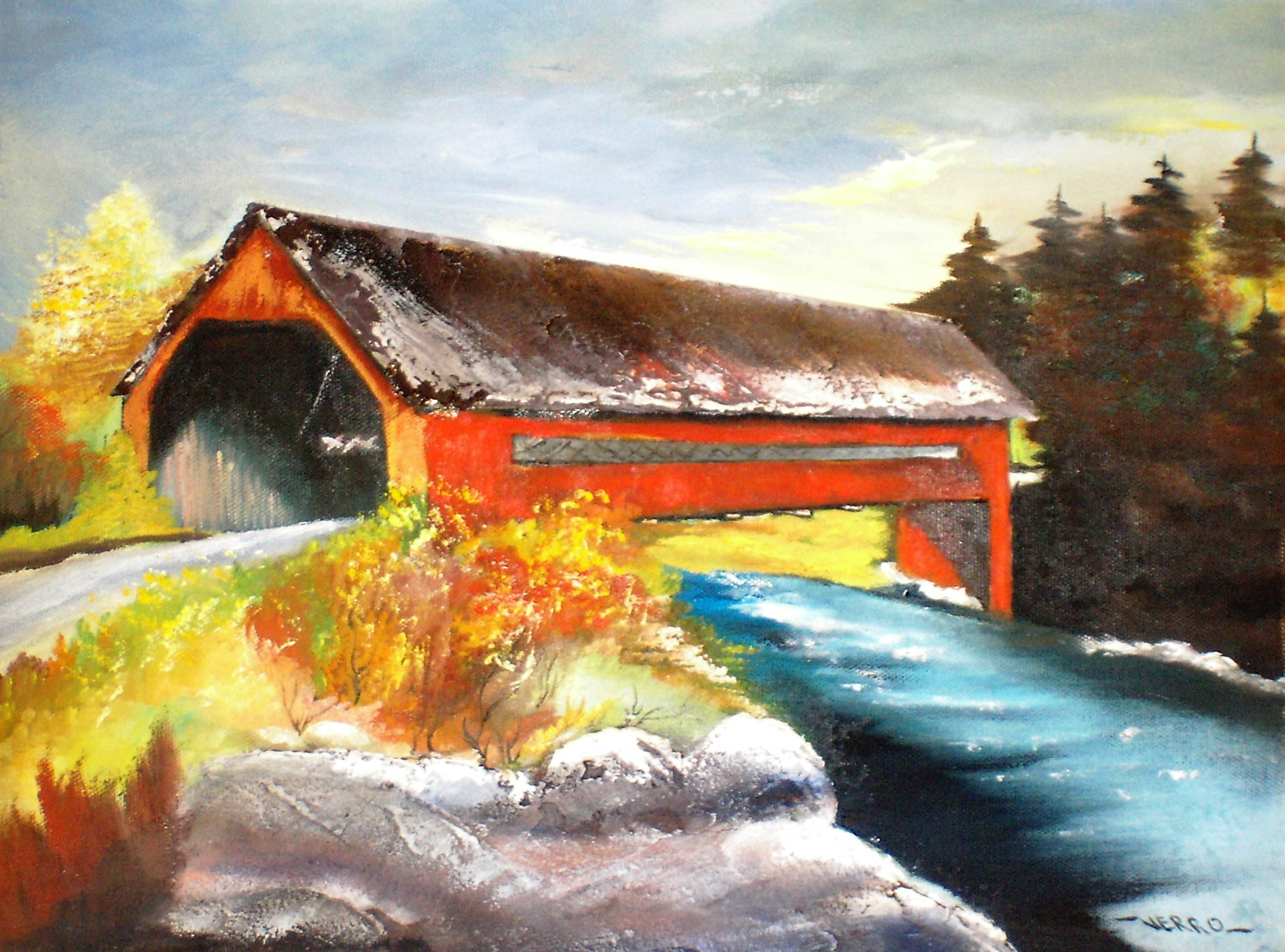
Le pont rouge Pierrette « Verro » Verreault, vers 1970.

### Victor Delamarre
Le personnage le plus connu associé à l'histoire de Lac-Bouchette est Victor Delamarre, homme fort applaudi pour ses prouesses athlétiques. Il s'établit au village en 1914 et participe à la construction de l'Ermitage, puisqu'il est le neveu de l'abbé Elzéar. La même année, il bat le record mondial du dévissé de 309 ½ lb. L'homme qui fut aussi le constable du village amorce une carrière publique qui l'amène à voyager beaucoup. D'autres de ses tours les plus populaires furent le lever sur sa poitrine d'un pont de 1200 lbs sur lequel passait une Chevrolet de 3600 lbs ; il hissa aussi un cheval sur son dos jusqu'en haut d'un poteau. Le personnage s'éteignit en 1955 et 9 ans plus tard, en 1964, la municipalité de Lac-Bouchette-Station érigea le parc Victor-Delamarre à son entrée, aux abords de la route qui porte aussi son nom.